# Edwin Arnold
Edwin Arnold (10 juin 1832 - 24 mars 1904) est un poète britannique et un journaliste connu particulièrement pour avoir écrit La Lumière de l'Asie (The Light of Asia), livre qui a popularisé le bouddhisme. Il a été honoré de l'ordre de l'Empire des Indes et de l'ordre de l'Étoile d'Inde.

## Biographie
Arnold est né à Gravesend (Kent), second fils d'un magistrat du Sussex, Robert Coles Arnold, il a six enfants dont le nouvelliste Edwin Lester Arnold. Éduqué à la King's School à Rochester, au King's College de Londres et à Oxford où il reçoit le prix Newdigate de poésie en 1852. Il devient professeur à la King Edward's School (Birmingham) après quoi il se rend en Inde en tant que principal du Government Sanskrit College de Pune, poste qu'il garde sept ans. Pendant cette période a lieu la mutinerie de 1857 dans laquelle il rend service au point d'être remercié publiquement par Lord John Elphinstone au Conseil de Bombay. Il reçoit là préjugés et impressions pour sa future œuvre.
De retour en Angleterre, à partir de 1861, il travaille comme journaliste au Daily Telegraph. Il est associé à ce journal comme éditeur pendant plus de quarante ans avant d'en devenir éditeur en chef. C'est lui qui, au nom des propriétaires du Daily Telegraph uni avec le New York Herald, finance le voyage du journaliste et explorateur Henry Morton Stanley le long du fleuve Congo.
Arnold doit être aussi reconnu pour avoir le premier lancé, en 1874, l'idée d'une grande voie traversant entièrement le continent africain. Il emploie le premier l'expression « Cape to Cairo railway » popularisée par la suite par Cecil Rhodes. C'est cependant en tant que poète qu'il est le mieux connu par ses contemporains. La tâche qu'il s'est assignée est de traduire en anglais l'histoire et la philosophie de l'Orient. Dans cette veine, son chef-d'œuvre, The Light of Asia, est traduit en de nombreuses langues, par exemple en Hindi par Ramchandra Shukla. Ce livre, paru en 1879, connait un succès immédiat réédité de nombreuses fois en Angleterre et aux États-Unis. C'est un poème épique indien narrant la vie et l'enseignement du Bouddha. Ce poème est critiqué selon deux axes. D'abord il est considéré par les universitaires orientaux comme donnant une mauvaise image de la doctrine bouddhiste. Puis il est accusé de heurter le gout des dévots chrétiens en suggérant des analogies entre le Bouddha et Jésus-Christ[réf. nécessaire]
Les critiques de ces derniers ont probablement suggéré à Arnold l'idée de tenter un second récit avec comme figure centrale Jésus, le fondateur du christianisme comme il a montré le fondateur du bouddhisme dans son premier livre. Mais si le livre The Light of the World (1891), dans lequel cette idée prend forme, a d'incontestables mérites poétiques il y manque l'originalité et les caractéristiques du thème qui avaient donné au premier poème sa grande attractivité. Il échoue donc a renouveler le succès de The Light of Asia. Les autres principaux recueils poétiques de d'Arnold sont Indian Song of Songs (1875), Pearls of the Faith (1883), The Song Celestial (1885), With Sadi in the Garden (1888), Tiphar's Wife (1892) et Adzuma or, The Japanese Wife (1893).
Il traduit les textes sacrés de la Bhagavad-Gita.
Il se marie trois fois. Sa première femme, Katherine Elizabeth Biddulph une londonienne meurt en 1864. Jennie Channing, sa seconde femme, est de Boston et meurt en 1889. Dans les dernières années de sa vie, Arnold vit au Japon ou il épouse sa troisième femme Tama Kurokawa qui est japonaise. Dans Seas and Lands (1891) et Japonica (1891) il écrit d'intéressants tableaux de la vie japonaise. Il est promu dans l'Ordre de l'Étoile d'Inde lors de l'intronisation de la Reine Victoria comme impératrice des Indes en 1877. Il est fait Chevalier Commandeur de l'Ordre de l'Empire des Indes en 1888. Il est médaillé des gouvernements du Japon, de Turquie ou de Siam.
Il est le cofondateur avec Anagarika Dharmapala de la Société de la Maha Bodhi en Indes. Une plaque bleue (blue plaque) est dévoilée en 1931 au 31 Bolton Gardens au sud de Kensington.

### Pour aller plus loin
- Interpreter of Buddhism to the West: Sir Edwin Arnold by Brooks Wright.
- Katherine Lilian & Constance Arnold (ed.) Edwin Arnold birthday book (1884)